# Coniogramme ovata
Coniogramme ovata är en kantbräkenväxtart som beskrevs av S. K. Wu. Coniogramme ovata ingår i släktet Coniogramme och familjen Pteridaceae. Inga underarter finns listade.